# Bolešiny
Bolešiny är en ort i Tjeckien.   Den ligger i regionen Plzeň, i den västra delen av landet, 110 km sydväst om huvudstaden Prag. Bolešiny ligger 421 meter över havet och antalet invånare är 661.
Terrängen runt Bolešiny är huvudsakligen platt, men söderut är den kuperad.Runt Bolešiny är det ganska glesbefolkat, med 27 invånare per kvadratkilometer. Närmaste större samhälle är Klatovy, 5,1 km väster om Bolešiny. I omgivningarna runt Bolešiny växer i huvudsak blandskog.